# Peter Hood Ballantine Frelinghuysen

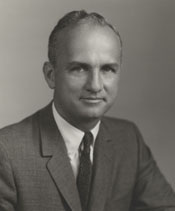
Peter Hood Ballantine Frelinghuysen

Peter Hood Ballantine Frelinghuysen (* 17. Januar 1916 in New York City; † 23. Mai 2011 in Harding, New Jersey) war ein US-amerikanischer Politiker. Zwischen 1953 und 1975 vertrat er den Bundesstaat New Jersey im US-Repräsentantenhaus.

## Werdegang
Peter Frelinghuysen war Mitglied einer bekannten Politikerfamilie. Deren politische Tradition geht bis auf die Anfänge der Vereinigten Staaten zurück. Zu seinen Verwandten gehörten vier US-Senatoren und zwei Kongressabgeordnete. Er war beispielsweise Urenkel von US-Senator Frederick T. Frelinghuysen (1817–1885) und Urgroßneffe von Senator Theodore Frelinghuysen (1787–1862). Sein 1946 geborener Sohn Rodney ist seit 1995 Kongressabgeordneter.
Frelinghuysen besuchte die St. Mark’s School in Southboro (Massachusetts). Danach studierte er bis 1938 an der Princeton University. Nach einem anschließenden Jurastudium an der Yale University und seiner 1941 erfolgten Zulassung als Rechtsanwalt begann er in New York in diesem Beruf zu arbeiten. Während des Zweiten Weltkrieges war er zwischen 1942 und 1945 für den Marinegeheimdienst ONI tätig. In den Jahren 1946 und 1947 studierte Frelinghuysen an der Columbia University Geschichte. Zwischen Mai und Oktober 1948 gehörte er zum Stab der Hoover-Kommission für auswärtige Angelegenheiten. In der Folge arbeitete er in New York in der Investmentbranche. Außerdem wurde er im Bankgewerbe tätig. Dabei wurde er Direktor bei der Howard Savings Bank in Livingston.
Politisch war Frelinghuysen Mitglied der Republikanischen Partei. Bei den Kongresswahlen des Jahres 1952 wurde er im fünften Wahlbezirk von New Jersey in das US-Repräsentantenhaus in Washington, D.C. gewählt, wo er am 3. Januar 1953 die Nachfolge von Charles Aubrey Eaton antrat. Nach zehn Wiederwahlen konnte er bis zum 3. Januar 1975 elf Legislaturperioden im Kongress absolvieren. In seine Zeit im Kongress fielen der  Kalte Krieg, der Koreakrieg, der Vietnamkrieg und innenpolitisch die Bürgerrechtsbewegung sowie die Watergate-Affäre. In dieser Zeit wurden auch der 23., 24., 25. und 26. Verfassungszusatz ratifiziert.
1974 verzichtete Peter Frelinghuysen auf eine weitere Kandidatur. Nach dem Ende seiner Zeit im US-Repräsentantenhaus zog er sich in den Ruhestand zurück. Er starb am 23. Mai 2011 in Harding.